# Повість про два міста (фільм)
«Повість про два міста» (англ. A Tale of Two Cities) — англійський фільм 1958 року. Екранізація однойменного роману Чарльза Діккенса.

## Сюжет
Дія фільму відбувається в кінці 18-го століття під час Французької революції. Адвокат Сідні Картон — втомлений та розчарований алкоголік, який віддалився від життя у всіх його проявах, поки він не закохується в Люсі Манетт, дочку французького революційного політичного в'язня. Вона, між тим, думає про нього тільки як про приятеля і виходить заміж за Чарльза Дарнея, нащадка французьких аристократів.

## У ролях
| Актор           | Роль                           |
| --------------- | ------------------------------ |
| Дірк Богард     | Сідні Картон                   |
| Дороті Тютін    | Люсі Манетт                    |
| Сесіл Паркер    | Джарвіс Лоррі                  |
| Стівен Мюррей   | доктор Манетт                  |
| Афіна Сейлер    | міс Просс                      |
| Поль Гер        | Чарльз Дарней                  |
| Марі Верзіні    | Марі Джабелл                   |
| Іен Беннен      | Джабелл                        |
| Алфі Басс       | Джеррі Кранчер                 |
| Ернест Кларк    | Страйвер                       |
| Розалі Кратчлі  | мадам Дефарж                   |
| Фріда Джексон   | Помста                         |
| Дункан Ламонт   | Ернест Дефарж                  |
| Крістофер Лі    | маркіз Сент Евермонд           |
| Лео МакКерн     | генеральний прокурор Олд Бейлі |
| Дональд Плезенс | Барсад                         |
| Ерік Польман    | Сойєр                          |